# Ŷaʿfar as-Sadiq
Ŷá‘far al-Sádiq (17 Rabi‘ al-Awwal [83 DH] – 25 Shawwal [148 DH]), con la kunya Abu Abdullah y el título al-Sádiq, conocido como Imam Yá‘far al-Sádiq o abreviado como Imam al-Sádiq; es el sexto imam de los chiitas duodecimanos y el quinto imam de los Ismailitas  después de su padre Muhámmad al-Báqir y antes de su hijo Musa al-Kázim.
Es conocido como el jefe de la secta Ya'farí y también el jefe de la secta chiita debido a su posición científica especial. Su linaje se remonta a Ali ibn Abi Tálib por parte de su padre y a Muhámmad ibn Abi Bakr por parte de su madre, Umm Farwah.
Al-Sádiq pasó casi toda su vida, que es la más larga entre los imames chiitas, en Medina, y acompañó a su padre Muhámmad al-Báqir en viajes limitados. En uno de estos viajes, haciendo con la intención de realizar el Hach, al-Sádiq pronunció un discurso en defensa del Imamato de su padre, lo que despertó las sospechas de Hisham ibn Abd al-Málik, el entonces califa. Debido a este discurso él y su padre fueron llamado a Siria, el centro de califato.
Su período del imamato coincidió con numerosas rebeliones y el derrocamiento de la dinastía de los omeyas y el establecimiento del califato abasí. Entre estos levantamientos son: el levantamiento de Zayd, el levantamiento de Abu Muslim Jorasani y el levantamiento de Muhámmad ibn Abdullah al-Nafs al-Zakiyya. Al-Sádiq no intervino en ninguno de ellos y continuó con la política de neutralidad de su padre y abuelo.
Después de que los abasíes llegaron al poder, se pusieron enfadados con los chiitas, quienes habían luchado junto a ellos contra los omeyas. A pesar de la política de neutralidad, al-Sádiq no fue inmune a las sospechas de los abasíes, por lo tanto, al-Mansur Abbasi lo llamó a Irak. Al-Sádiq inicialmente desobedeció la orden de al-Mansur, citando un hadith del Profeta del Islam, pero luego tuvo que permanecer bajo la vigilancia del Califa por un corto tiempo en Irak. Pasó un corto tiempo en Bagdad y convenció al califa de que no había peligro para él y pudo tomar el permiso de regresar a Medina.
Al-Sádiq fue contemporáneo de diez califas omeyas, desde Abd al-Málik ibn Marwán hasta Marwán ibn Muhámmad y dos califas abasíes, al-Saffah y al-Mansur. Según informes de fuentes históricas islámicas, Yá‘far al-Sádiq fue envenenado por orden de al-Mansur y murió como resultado de esto y fue enterrado junto a su padre en el cementerio de al-Baquí.
Al-Sádiq educó a más de 4000 estudiantes y ganó mucha influencia y fama, lo que hizo que el gobierno sospechara de él. Entre ellos son: Abu Hanífah y Málik ibn Anas, los fundadores de las dos escuelas sunitas de jurisprudencia, Hanafí y Malikí.
La jurisprudencia chiita se conoció como jurisprudencia Ya'farí después de Yá‘far al-Sádiq, porque sus hadiths se consideran la fuente más importante de esta escuela. Según fuentes chiitas, la mayoría de las narraciones en las fuentes de hadiths provienen de Yá‘far al-Sádiq.
La sucesión después de Yá‘far al-Sádiq sentó las bases para una diferencia entre los chiitas. Mientras tanto, algunos creían en el Imamato del hijo mayor de al-Sádiq, Isma‘il, quien murió antes que su padre y se conocieron como Ismailitas. Otro grupo que considera a su tercer hijo, Musa al-Kázim, como el siguiente imam, se conoció como Ya'fari chiita, Imamí o duodecimano chiita.

## Padres
El padre de Yá'far al-Sádiq, Muhámmad ibn Ali bin Husáin ibn Ali ibn Abi-Tálib, titulado como Muhámmad al-Báqir, era el quinto imam de los imamíes.
La familia paterna de Al-Sádiq pertenece a Husáin ibn Ali, de quien quedó sólo un hijo, por eso sus descendientes tienen una menor población que las de su hermano, Hasan ibn Ali. Por otro lado, los descendientes de Muhámmad al-Báqir se expandieron sólo a través de Yáʿfar al-Sádiq, por esta razón al-Sádiq tenía una posición especial entre los alauitas.
Según fuentes históricas, el nombre de la madre de al-Sádiq era Fátimah o al-Qaribah y su kunya era "Umm-Farwah". La madre de Umm Farwah era la hija de al-Qásim ibn Muhámmad ibn Abi Bakr, quien era un narrador famoso y respetable en Medina.
La abuela materna de Al-Sádiq era Asmaʿ, la hija de Abd al-Rahman ibn Abi Bakr. Por lo tanto, según una narración, al-Sádiq dijo que Abu Bakr asistió su nacimiento dos veces.
Entonces, al-Sádiq era el tataranieto de Ali ibn Abi-Tálib por parte de su padre y el tataranieto de Abu Bakr por parte de su madre, y era el primer imán de los chiitas, que es tanto descendiente de Abu Bakr, el primer califa ortodoxo, como descendiente de Ali bin Abi Tálib, el primer imán de los chiitas.
Su abuela paterna, la esposa de al-Sayyad, era Fátimah umm Abdallah, la hija de Hasan al-Muytabà, el segundo imán de los chiitas. Así mismo, su padre era descendiente de Ali bin Abi Tálib tanto por parte de su madre como por parte de su padre.

## Nombre y títulos
El nombre del sexto imam de los duodecimanos chiitas era Yá‘far y su famosa kunya era Abu Abdullah, que se deriva del nombre de su segundo hijo, Abdullah al-Aftah. Su segunda kunya famosa era Abu Isma‘il, que se deriva del nombre de su hijo mayor, Isma‘il.
Su título más famoso era Al-Sádiq y sus otros títulos son al-Adil, al-Sabir, al-Tahir, al-Fadil, al-Qahir, al-Tamm, al-Kamil y al-Monyi.
El título al-Sádiq significa "sincero". Según Seyyed Yá'far Shahidi, le dieron este título a él debido a que los narradores y juristas de su época, que generalmente no eran chiitas, lo elogiaban por su honestidad al narrar hadiths.
Según Áhmad Paktachi, Yá'far fue llamado "al-Sádiq" porque hubo otro Yá'far en su descendiencia, que era mentiroso y se llamaba "Yá'far al-Kazzab (mentiroso)".
Según Abul Faray Esfahaní, cuando Yá'far predijo la muerte de al-Nafs al-Zakiyyah correctamente, al-Mansur Abbasi le llamó "al-Sádiq" y poco a poco fue conocido con este título.

## Desde nacimiento hasta la muerte del padre
Hay dudas sobre la fecha exacta del nacimiento de al-Sádiq. Según la mayoría de las fuentes, nació en el año 83 DH, pero algunas fuentes, como Kashf al-Gummah y Izbat al-Wasiyya, la consideran en el año 80 DH.
El día de nacimiento de Al-Sádiq no se ha registrado en las fuentes antiguas, pero desde el siglo VI DH en adelante, el 17 de Rabi‘ al-Awwal se conoció como el día de su nacimiento. Algunos historiadores como Ibn Khallikan y Shirawani la consideran el 8 de Ramadán. El nombre de la madre adoptiva de al-Sádiq era "Umm Dawud" quien, además de su hijo Dawud, también amamantaba a al-Sádiq.
Durante los primeros catorce años de su vida, al-Sádiq era testigo del liderazgo de su abuelo Zain al-Abidín a los chiitas y su retirada de los conflictos políticos. A pesar de los pocos seguidores de Zain al-Abidín, al-Sádiq veía que la gente y los juristas lo respetaban.
En los años siguientes, Yá‘far al-Sádiq acompañó a su padre al-Báqir en viajes para realizar los rituales del Hach. Según las narraciones de al-Kafi, el padre de al-Sádiq le remitía las preguntas de los chiitas a su hijo, al-Sádiq. Durante uno de los viajes del Hach, acompañando a su padre, al-Sádiq pronunció un discurso en defensa del imamato de su padre, al-Báqir. Este acto suyo despertó las sospechas de Hisham, el entonces califa, y lo convocó con su padre a Damasco, el centro del califato. Según Rasul Ya'farian, Hisham no los aceptó durante tres días para humillarlos. Yá'far al-Sádiq perdió a su padre en el año 114 DH cuando tenía 31 años y asumió el cargo de Imamato.

## Al-Sádiq y los califas
Según Kulayni, al-Sádiq con 65 años tuvo la vida más larga entre los imames chiitas. Pasó toda su vida en Medina e hizo viajes cortos a La Meca e Irak para el Hach y debido a las presiones políticas.
La vida de al-Sádiq coincidió con diez califas omeyas llamados Abdul Málik ibn Marwán, Walid ibn Abdul Málik (Walid I), Sulaymán ibn Abd ul-Málik, Úmar ibn Abd ul-Aziz, Yazid II, Hisham ibn Abd ul-Málik, Walid II, Yazid III, Ibrahim ibn al-Walid, Marwán II y dos califas abasíes llamados al-Saffah y al-Mansur.

### Época de los omeyas
Después de la muerte de su padre en 114 DH hasta 132 DH, al-Sádiq vivió en el tiempo de los Omeyas. Pasó once años (114 DH - 125 DH) de este periodo en el gobierno de Hisham ibn Abd ul-Málik.
En los últimos años del gobierno de Hisham ocurrió muchos levantamientos motivados por los asuntos religiosos. Entre ellos era la revuelta de Zayd ibn Ali, Abdullah ibn Muhámmad al-Báqir, Yahya ibn Zayd, Ubaydullah ibn Aʿray ibn Husáin, tío, hermano y primos de al-Sádiq.
A pesar del interés de al-Sádiq en los líderes de los levantamientos y su preocupación por sus sobrevivientes, no estaba de acuerdo con estos levantamientos y expresó su oposición al levantamiento de los hijos de Abdullah ibn Hasan y lo llamó sedición.
El califato omeya, que conocía la oposición de al-Sádiq a estos levantamientos, no lo dañó a él después de reprimirlos. La no participación de la mayoría de los compañeros de al-Sádiq en el levantamiento de Zayd, es una de las razones que al-Sádiq no lo apoyaba.
Después de la muerte de Hisham entre 125 y 132 DH, que incluyó los últimos siete años del gobierno omeya, debido a la inestabilidad del gobierno, cuatro califas cambiaron en un corto tiempo: Walid II, Yazid III, Ibrahim ibn Walid y Marwán II.

### Época de los abasíes
Después de la extinción de la dinastía omeya en 132 DH, los abasíes llegaron al poder. Los abasíes se levantaron contra los omeyas con el lema de "devolver el gobierno a Ahl al-Bayt". Dado que la "familia de Ali" tenía una relación más cercana con el Profeta del islam y el concepto de "Ahl al-Bayt" que la "familia de Abbás", la presencia de Yá'far al-Sádiq preocupaba a los abasíes porque era la persona más capacitada para asumir el cargo de califato.
No obstante, las actividades científicas y sociales de al-Sádiq continuaban durante los 16 años del gobierno de los dos primeros califas abasíes, lo que muestra su precaución en sus actividades políticas y sociales. Aunque la relación de al-Sádiq con los califas abasíes era fría, no era hostilmente. Según Tabari, Muhámmad, el hijo de Ibrahim Imam, el líder del movimiento abasí, se casó con Fátima, la hija de al-Sádiq. Otro signo de la relación no hostil entre Yá'far y los abasíes es el elogio de Yá'far por parte de los abasíes y la presencia de algunos abasíes entre los compañeros de Yá'far.
Según la Enciclopedia del Mundo Islámico, después de que los abasíes llegaron al poder, se enojaron con los chiitas, que luchaban junto a los líderes abasíes contra los omeyas. La razón de este cambio en la posición de los abasíes era que los chiitas consideraban a Yá'far al-Sádiq como el imam y líder de los musulmanes, lo que hizo que los abasíes sospecharan de él. La expansión del número de los chiitas en esa época es otra preocupación de los abasíes que provocó este cambio de postura.
Pagar muchos impuestos religiosos a Yá‘far al-Sádiq es otra de las preocupaciones de los abasíes ante al-Sádiq. Según Sheij Mofid, Dawud ibn Ali ibn Abbás, el entonces gobernador de Medina, confiscó una parte de las propiedades de al-Sádiq en 133 DH y mató a Mu'alla ibn Junays, uno de sus compañeros. Según otra narración, Dawud también planeó matar a al-Sádiq, pero poco después falleció y no pudo hacerlo.
En el año 134 DH, Bassam ibn Ibrahim se rebeló contra los abasíes y le ofreció a al-Sádiq obtener la lealtad de la gente de Jorasán, pero al-Sádiq consideró este movimiento como una conspiración e informó al califa de su intención.
En los primeros años del gobierno de al-Mansur, había una relativa paz entre ellos, a pesar de las críticas de al-Sádiq sobre la opresión y la mundanería del califa. Sin embargo, al-Sádiq siempre estaba bajo la vigilancia del gobierno.
A finales del año 144 DH, al-Mansur se reunió con al-Sádiq durante la peregrinación del Hach, le acusó de rebelión y conspiración cuando observó su influencia y fama en Medina y decidió matarlo, pero al-Sádiq logró defender a sí mismo.
En 145 DH, cuando al-Nafs al-Zakiyyah se rebeló, Yá'far al-Sádiq salió de Medina y fue a las afueras de la ciudad y no regresó hasta de la derrota de rebelión. Antes de la guerra, Yá'far al-Sádiq había advertido al representante de al-Nafs al-Zakiyyah, quien había venido a buscar el apoyo de al-Sádiq, de las consecuencias del levantamiento. Después de reprimir el levantamiento y confiscar las propiedades, Isa bin Musa Abbasi confiscó una parte de las propiedades de al-Sádiq, pero luego al-Mahdi Abbasi se las devolvió a al-Sádiq.
Durante el califato de al-Mansur, al-Sádiq y varias personas destacadas de Medina fueron llamados a Bagdad, el centro del califato, para que el califa pudiera vigilarlos de cerca. A pesar del llamado, al-Sádiq prefirió quedarse en Medina. Después de la derrota y muerte de al-Nafs al-Zakiyyah en 145 DH, le pareció a al-Sádiq más razonable aceptar el llamado de al-Mansur para ir a Bagdad. Pasó un corto tiempo en Bagdad y pudo convencer al califa de que no era peligroso para él y así que regresó a Medina.
Esta vida pacífica no duró para siempre. Según el informe de Kulayni, el gobernador de Medina había recibido una orden del califa para quemar la casa de al-Sádiq, si bien no fue dañado en este incidente. Durante este período, al-Sádiq estaba bajo estricta vigilancia para tener menos contacto con sus seguidores, y a veces fue encarcelado.

## Imamato
La época de Yá‘far al-Sádiq era muy importante desde el punto de vista político, así como la diversidad de religiones. Según Sheij al-Mufid y Sheij al-Tabarsi, al-Báqir nombró claramente a al-Sádiq como su sucesor en el testamento y, dado que era su hijo mayor, no había competencia entre los hijos con respecto a la sucesión del padre.
El Imamato de al-Sádiq comenzó en 114 DH a la edad de 31 años y coincidió con el final del califato de los omeyas, un período en el que sucedieron muchas rebeliones chiitas y no chiitas y que finalmente condujo a la sangrienta derrota de los omeyas por los abasíes. Pero al-Sádiq continuó con la misma política que su padre y su abuelo y no jugó ningún papel en estas rebeliones. Además, evitó la rebelión de los Zaydíes liderados por Zayd ibn Ali, quienes fueron apoyados por los Mu'tazilíes y Ahl ul-Hadiz de Medina y Kufa.
En consecuencia, al-Sádiq no tuvo ningún papel en el derrocamiento de los omeyas por los abasíes. Cuando al-Sádiq se dirigió al representante de Abu Salama, quien le pidió que aceptara la lealtad de la gente de Jorasán, anunciando el Imamato, quemó la carta de Abu Salama, dijo: "Avisa a tu señor lo que viste".
El imamato de al-Sádiq coincidió con el período crítico de la transferencia del poder de los omeyas a los abasíes, y lo siguieron los chiitas que preferían el estilo civil de imamato. Antes de al-Sádiq, la mayoría de los chiitas preferían las políticas revolucionarias de Zayd ibn Ali al silencio de su padre y su el abuelo.
Zayd afirmó que el puesto del Imamato depende de la demanda pública por Imam. Pero al-Sádiq creía que el Imamato no depende de la elección de los seres humanos o de su demanda pública, sino que el Imam debe tener un conocimiento especial que Dios se lo dio sólo a los hijos de Ali. Basado en esto, al-Sádiq presentó la teoría de "el nombramiento de cada imam por el imam anterior por orden de Dios". Si bien, al-Sádiq no reclamaba el califato.

## Determinación del sucesor de Yá‘far al-Sádiq
Según las fuentes chiitas y algunas fuentes sunitas, como al-Muntazam, al final de su vida, Yá'far al-Sádiq nombró públicamente a su tercer hijo, Musa al-Kázim, como su sucesor. Sin embargo, después de su muerte e incluso antes de su muerte, cuando su hijo mayor, Isma‘il, falleció antes que él, los chiitas se dividieron en diferentes sectas.
Después de la muerte de al-Sádiq, las diferencias aumentaron. Un gran grupo de chiitas creía en el Imamato de Musa al-Kázim, el tercer hijo de al-Sádiq. Un grupo pequeño creía que Isma‘il, el otro hijo de al-Sádiq, fue elegido por su padre como su sucesor, pero dado que murió antes que su padre, la sucesión se transfirió a su hijo, Muhámmad, y sus sucesores. Este grupo se conoció como Ismailitas. Algunos ismailitas creían que Isma‘il no ha muerto, sino que reaparecerá como al-Mahdi (Salvador de Apocalipsis), mientras que muchas personas presenciaron la muerte de Isma‘il.
Otros grupos consideraban a otros dos hijos de al-Sádiq, Abdullah al-Aftah y Muhammad al-Dibay como imames. Abdullah al-Aftah, era el hijo mayor de al-Sádiq y algunos chiitas lo seguían, porque consideraban que el Imamato se traslada al hijo mayor. Este grupo más tarde fue llamado Fatahiyya. La muerte de Abdullah unos meses después de la de su padre les dejó aturdidos a sus seguidores. Muhámmad, conocido como al-Dibay, también fue otro hijo de al-Sádiq que reclamó el califato y comenzó una revuelta como Zaydistas, terminando con derrota y arresto. Una pequeña secta creía que al-Sádiq era el último imam y el imamato se terminó con él.
Tras la muerte de Musa al-Kázim, la mayoría de los chiitas creían en el Imamato de su hijo Ali ibn Musa. Mientras que otros creían que Imamato se terminó con Musa. Esta secta se conoció como Waqifiyyah. Después de Ali ibn Musa, el octavo Imam, no surgió otra secta importante entre los chiitas. A excepción de los duodecimanos, que constituyen la mayoría de los chiitas, hoy en día sólo quedan dos sectas, Ismailitas y Zayditas.

## Posiciones políticas
A pesar de que al-Sádiq no participó en el levantamiento de Zayd, dijo sobre él: "Que Dios se apiade de él, era un creyente, un místico, un sabio y un hombre veraz. Si hubiera superado a los enemigos habría sido fidel, y si hubiera tomado el poder, habría sabido ¿En manos de quién debería dejarlo?"
Según Ya'farian, también se han narrado narraciones contradictorias con esta narración de al-Sádiq, que muestran que Zayd, a pesar de reconocer la superioridad científica de al-Sádiq, no aceptó su liderazgo político y había comenzado un levantamiento sin satisfacción de al-Sádiq.
Aunque Al-Sádiq no satisfechaba del levantamiento de Zayd, lo consideraba como "un levantamiento contra la opresión". De todas maneras, al-Sádiq confirmaba el carácter moral de Zayd y no permitía insultarlo.
Según una narración, los zaidíes lo acusaron de no creer en la yihad (guerra santa) y al-Sádiq negaba esta acusación, respondiendo: "No quiero poner mi conocimiento al lado de su ignorancia".
Ante la invitación de Abu Salama y Abu Muslim, al-Sádiq tomó una posición similar y se negó a cooperar con ellos. Según Ya'farian, la fidelidad de Abu Salama a los Abasíes y el asesinato de Abu Muslim y Abu Salama son una buena prueba que muestra que la posición de al-Sádiq era correcta.
Según Ya'farian, al-Sádiq consideró la rebelión militar como una medida negativa para los chiitas antes de crear un contexto cultural adecuado y la consideró como una excusa de abuso por parte de los oportunistas, al igual que el levantamiento de Zayd y su hijo Yahya se terminaron a favor de los abasíes. Así que el resultado de levantamiento de Zaidistas y Jariyitas era que perdieron su poder, pero la religión Ya'fari gradualmente fortaleció sus bases intelectuales y les dio a los chiitas una identidad independiente.
Aunque al-Sádiq no consideró la rebelión militar como una solución, expresaba su descontento con el entonces gobierno y les recordaba sus derechos como un Imam. Se ha narrado al respecto: Un día al-Mansur, el califa abasí, le preguntó a al-Sádiq: ¿Por qué no vienes a visitarme como los demás? Él le respondió: No hemos hecho nada mal para tenerte miedo, y nuestro más allá no está en tus manos para esperarte, y esta posición tuya no es en realidad una bendición por la que te felicitamos, y no la consideras una calamidad para ti que te condolemos, entonces, ¿qué motivo hay para verte?"
Según al-Sádiq, el islam se basa en cinco principios: la oración, el azaque, el Hach, el ayuno y la Wilayah, y la consideraba el más importante que los otros cuatro, porque creía que el líder (wali) es lo que guía a la gente hacia los otros cuatro principios. Al escuchar esto, al-Mansur decidió matarlo muchas veces.
La revuelta de Abdullah ibn Hassan fue uno de los muchos levantamientos a los que al-Sádiq expresó su oposición. Después de que este levantamiento fracasara y los abasíes tomaran al poder, al-Nafs al-Zakiyya inició otro levantamiento en Medina, lo que causó su derrota y asesinato. Durante este levantamiento, al-Sádiq salió de Medina y regresó después de que se terminó la guerra.

## Movimiento científico
El final del gobierno de los omeyas y el comienzo del período de los abasíes fue el período de debilidad del gobierno central, y esto le dio a Yá'far la oportunidad de educar libremente a más de 4000 estudiantes. Entre los alumnos eran Abu Hanifa y Málik ibn Anas, los fundadores de las dos escuelas de jurisprudencia sunita. Wasil ibn Ata, el fundador de la escuela Mu'tazilí, también estaba entre ellos.
Las acciones científicas de Yá'far, siguiendo el trabajo de otros imames chiitas, especialmente su padre Muhámmad al-Báqir, llevaron al surgimiento de una escuela llamada Escuela Ya'fari. Según Paktachi, durante la vida de al-Sádiq, aparecieron muchas sectas y, para distinguirlas, cada una llevaba el nombre de una persona; entonces, este nombramiento comenzó a partir de la vida de al-Sádiq.
Las referencias a las creencias de Yá'far al-Sádiq entre los escritos de diferentes sectas muestran que era una figura influyente entre todas.
Aunque diferentes sectas han tratado de utilizar el legado científico de al-Sádiq en su propio beneficio, los chiitas tienen la más grande fuente de las enseñanzas de él.
Para los duodecimanos, Yá'far al-Sádiq es el sexto Imam, lo que estableció el chiismo como un sistema intelectual fuerte y serio al final del período de omeyas y al comienzo del gobierno abasí.
Según Tabatabaí, el número de hadices narrados por al-Sádiq y su padre al-Báqir es mayor que todos los hadiths narrados por el Profeta del islam y otros imames chiitas.

## Familia
Yá'far al-Sádiq se casó con Fátima, el descendiente de Hasan bin Ali. Tenía dos hijos llamados Isma‘il, el sexto imam de la secta Ismailita, y Abdullah Al-Fatah, el primer imam de la secta Fatahiyya, y una hija llamada Umm Farwah. Además de Fátima, al-Sádiq también se casó con Humayda, la madre de Musa, Ishaq, Muhámmad y Fátima.
Humayda era una mujer respetada por los chiitas y estaba considerada entre las mujeres que merecen ser elogiadas por su sabiduría. Yá'far al-Sádiq remitía a las mujeres a Humayda para aprender las creencias islámicas. Al-Sádiq la describió como oro puro, libre de impurezas.
Según Donaldson, al-Sádiq tenía diez hijos, siete de los cuales eran hijos de Fátima y Humayda, y el resto eran hijos de otras mujeres.

## Compañeros
Según Ya'farian, la mayoría de los compañeros y narradores de los hadiths de al-Sádiq eran iraquíes de Kufa y algunos eran iraníes de Jorasán. En esta época, la ciudad de Basora tenía condiciones diferentes que Kufa, porque después de la Batalla del Camello, la mayoría de la gente estaba en contra de Ali y sus hijos. Al respecto, se ha narrado que Hafs ibn Giyaz había ido a Basora a narrar hadiths, pero le pidieron que no narrara de Yá'far al-Sádiq.
Hassan ibn Ali al-Washa informa que vio a 900 personas en la mezquita de Kufa narrando hadices de Yá'far al-Sádiq. Según algunas fuentes, sus compañeros se estiman en 4000 personas.
Algunos estudiantes de al-Sádiq, como Zurara, tenían una posición más alta que otros. Se narra de al-Sádiq que si no fuera Zurara y sus semejantes, se habrían perdido los hadiths de mi padre. En otra narración, al-Sádiq elogia a Zurara, Abu Basir al-Muradi, Muhámmad ibn Muslim y Burayd ibn Muawiyya y afirma que, si no fueran, nadie se habría enterado de hadices de los imames chiitas. Al-Sádiq mencionaba a Abu Basir y Muhammad Ibn Muslim como la autoridad competente de los chiitas para hacer sus preguntas religiosas.
Según Abul Faray Esfahaní, al-Mansur, el califa abasí, narraba narraciones de Yá'far al-Sádiq y lo elogiaba hasta el punto de que en algunas fuentes chiitas, como Riyal al-Tusi, al-Mansur es considerado uno de los compañeros de Yá'far al-Sádiq. Sheij Tusi considera a algunos funcionarios del gobierno abasí entre los discípulos de al-Sádiq.

## La muerte
Según al-Dalail al-Imamah, Yá'far al-Sádiq fue envenenado por orden de Al-Mansur. Yamal al-Din Shabrawi, el erudito sunita, confirma esta acusación, Pero Abu Zuhra, otro erudito sunita, lo considera incorrecto por los elogios de al-Mansur a al-Sádiq y el debilitamiento del gobierno del califato con el asesinato de él.
Además de Ibn Rostam Tabari, Sheij al-Saduq también considera a al-Mansur como responsable del asesinato de al-Sádiq. Sin embargo, algunos eruditos chiitas, como Sheij Mofid, considera su muerte como una muerte natural.
Según la mayoría de eruditos como Sheij Kulayni, al-Sádiq murió en el año 148 DH, pero hay una diferencia sobre su día y mes. Fuentes antiguas mencionan el mes de Shawwal y fuentes posteriores el mes de Rayab como el mes de su muerte. En el actual calendario chiita, el 25 de Shawwal se registra como el día de su muerte.
Según el informe de Tabatabaí, al enterarse de la muerte de al-Sádiq, Al-Mansur planeó acabar con el Imamato de los imames chiitas. Por lo tanto, escribió una carta al gobernante de Medina y le pidió que fuera a la casa de al-Sádiq, leyendo su testamento y matando a cualquiera que fuera mencionado como su sucesor. Pero al-Sádiq había elegido a cuatro personas como sucesor: El entonces califa, el gobernante de Medina, Abdullah al-Aftah, su hijo mayor de al-Sádiq, y Musa al-Kázim, su hijo menor.

## Entierro y tumba
Según la orden de Yá'far al-Sádiq, su hijo Musa al-Kázim lo bañó, lo amortajó y lo enterró. Según las creencias de los chiitas, sólo un imam puede bañar a otro imam.
Yá'far al-Sádiq fue enterrado en el cementerio de al-Baquí, el famoso cementerio de Medina, junto a la tumba de su padre Muhámmad al-Báqir, y su abuelo al-Sayyad y Hasan. Hasta principios del siglo XX, la tumba de al-Sádiq era un lugar de peregrinación, pero en 1926, tras la conquista de Medina, los wahabíes destruyeron todas las tumbas y santuarios de la ciudad, excepto la tumba del Profeta del Islam.

## Al-Sádiq desde el punto de vista de los sunitas
Las fuentes sunitas consideran al-Sádiq como un narrador confiable, aunque no han narrado muchos hadiths suyos. Áhmad ibn Muhámmad ibn Za'labi citó en su libro, al-Kashf wa al-Bayan, cuarenta hadiths de al-Sádiq, algunos de los cuales tratan de probar la superioridad del Ahl al-Bayt de Muhámmad.
La posición de al-Sádiq entre los sunníes sufíes es mucho más alta. Según Buckley, al-Sádiq tiene una posición fundamental en los textos místicos sunitas. Además, se recuerda a al-Sádiq como un jurista altísimo en obras sunitas.
Según Ya'farian, muchos eruditos sunitas se encuentran entre los estudiantes de al-Sádiq, como: Yahya ibn Saeed, Ibn Yurayh, Málik, Sufyán ibn Uyaina, Sufyán al-Zawri, Abu Hanifa, Shu'ba y Ayub Sajtiani.
Según al-Ya'qubi, después de la muerte de al-Sádiq, al-Mansur Abbasi lo describió como un señor, un sabio y un sobreviviente de la buena gente de Ahl al-Bayt. También considera a al-Sádiq como el elegido por Dios y entre los que sobresalen en la caridad.
Al-Yahiz, el erudito sunita, cree que el conocimiento y la capacidad de al-Sádiq en jurisprudencia son internacionales, y el hecho de que Abu Hanifa y Sufyán al-Zawri se conviertan en sus alumnos es mejor prueba de su grandeza.
Según Abu Zuhra, los eruditos islámicos, a pesar de sus diferencias, coinciden en la grandeza de al-Sádiq. También cree que no limita el conocimiento de al-Sádiq a la jurisprudencia y el hadith, y también le agrega teología y ética.
En su descripción de al-Sádiq, mientras informa sobre su debate con él, Abu Hanifa escribe: "Nunca he visto a un hombre más sabio que Yá'far ibn Muhámmad". Abu Hanifa reunió algunas de sus narraciones en su libro "Al-Azar".
Según Ibn Khallikan, la virtud de al-Sádiq es tan famoso que no necesita explicación.